# Швеция на летних Олимпийских играх 1924
Швеция принимала участие в Летних Олимпийских играх 1924 года в Париже (Франция), и завоевала 29 медалей, из которых 4 золотые, 13 серебряные и 12 бронзовые. Сборную страны представляли 159 спортсменов (146 мужчин, 13 женщин).

## Медалисты
| Медаль  | Спортсмен | Вид спорта            | Дисциплина                                                                |
| ------- | --- | --------------------- | ------------------------------------------------------------------------- |
| Золото  | Эрнст Линдер | Конный спорт          | Выездка, индивидуальное первенство                                        |
| Золото  | Оке Тельнинг Аксель Стохле Оге Лундстрём | Конный спорт          | Конкур, командное первенство                                              |
| Золото  | Бу Линдман | Современное пятиборье | Мужчины, личное первенство                                                |
| Золото  | Карл Вестергрен | Борьба                | Мужчины, греко-римская борьба, до 82,5 кг                                 |
| Серебро | Эдвин Виде | Лёгкая атлетика       | Мужчины, 10.000 м                                                         |
| Серебро | Артур Свенссон Эрик Билен Густаф Вейнарт Нильс Энгдаль | Лёгкая атлетика       | Мужчины, эстафета 4×400 м                                                 |
| Серебро | Гуннар Линдстрём | Лёгкая атлетика       | Мужчины, метание копья                                                    |
| Серебро | Юн Янссон | Прыжки в воду         | Мужчины, прыжки с 5 и 10-метровых вышек                                   |
| Серебро | Бертиль Сандстрём | Конный спорт          | Выездка, индивидуальное первенство                                        |
| Серебро | Клас Кёниг Торстен Сюльван Густаф Хагелин Карл Густаф Левенхаупт | Конный спорт          | Конное троеборье, командное первенство                                    |
| Серебро | Густаф Дюрссен | Современное пятиборье | Мужчины, личное первенство                                                |
| Серебро | Вильхельм Карлберг | Стрельба              | Мужчины, скорострельный пистолет, 25 м                                    |
| Серебро | Отто Хультберг Мориц Юхансон Фредрик Ланделиус Альфред Сван | Стрельба              | Мужчины, «бегущий олень», 100 м, одиночные выстрелы, командное первенство |
| Серебро | Арне Борг | Плавание              | Мужчины, 400 м вольным стилем                                             |
| Серебро | Арне Борг | Плавание              | Мужчины, 1500 м вольным стилем                                            |
| Серебро | Рудольф Свенссон | Борьба                | Мужчины, вольная борьба, до 87 кг                                         |
| Серебро | Рудольф Свенссон | Борьба                | Мужчины, греко-римская борьба, до 82,5 кг                                 |
| Бронза  | Эдвин Виде | Лёгкая атлетика       | Мужчины, 5000 м                                                           |
| Бронза  | Стен Петтерссон | Лёгкая атлетика       | Мужчины, 110 м с барьерами                                                |
| Бронза  | Гуннар Скёльд Эрик Болин Рагнар Мальм | Велоспорт             | Мужчины, командная гонка по шоссе                                         |
| Бронза  | Йёрдис Тёпель | Прыжки в воду         | Женщины, 10-метровая вышка                                                |
| Бронза  | Нильс Хельстен | Фехтование            | Мужчины, шпага, личное первенство                                         |
| Бронза  | Аксель Альфредссон Карл Броммессон Густаф Карлссон Альбин Даль Свен Фриберг Карл Густафссон Фритьоф Хиллен Конрад Хирш Гуннар Хольмберг Пер Кауфельдт Торе Келлер Рудольф Кокк Сигфрид Линдберг Вигор Линдберг Свен Линдквист Эверт Лундквист Стен Мельгрен Гуннар Ольссон Свен Рюделль Харри Сундберг Торстен Свенссон Роберт Зандер | Футбол                | Мужчины                                                                   |
| Бронза  | Бертиль Угла | Современное пятиборье | Мужчины, личное первенство                                                |
| Бронза  | Альфред Сван | Стрельба              | Мужчины, «бегущий олень», 100 м, двойные выстрелы, личное первенство      |
| Бронза  | Аксель Экблом Мориц Юхансон Фредрик Ланделиус Альфред Сван | Стрельба              | Мужчины, «бегущий олень», 100 м, двойные выстрелы, командное первенство   |
| Бронза  | Арне Борг Оке Борг Тор Хеннинг Йёста Перссон Орвар Тролле Георг Вернер | Плавание              | Мужчины, эстафета 4×200 м вольным стилем                                  |
| Бронза  | Айна Берг Гурли Эверлунд Виван Петтерссон Йёрдис Тёпель | Плавание              | Женщины, эстафета 4×100 м вольным стилем                                  |
| Бронза  | Эрик Мальмберг | Борьба                | Мужчины, греко-римская борьба, до 62 кг                                   |